# Rebmann-Gletscher

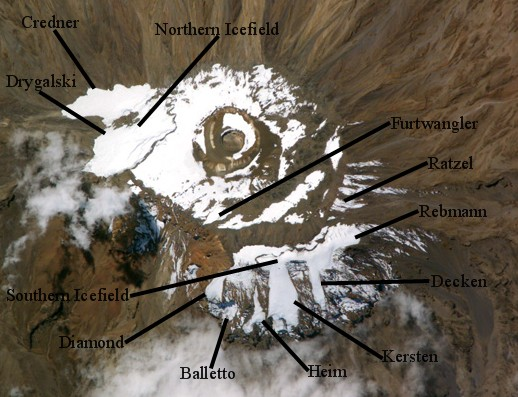
Satelliten-Foto des Kilimanjaro mit eingetragener Lage der Haupteisfelder (Juni 2004)

Der Rebmann-Gletscher ist ein Gletscher nahe dem Gipfel des Kilimandscharo in Tansania und ist nur ein kleiner Rest der gewaltigen Eiskappe, die einst den Gipfel des Kilimandscharo krönte. Diese Eismasse hat sich im 20. Jahrhundert deutlich zurückzogen und zwischen 1912 und 2000 82 % des Gletschereises auf dem Berg verloren.
Der Gletscher entwässert über Gebirgsbäche zum Jipe-See in das Flusssystem des Pangani.

## Namensgebung
Der Rebmann-Gletscher ist nach dem deutschen Missionar und Entdecker Johannes Rebmann benannt, der im Jahre 1848 der erste weiße Entdecker war, der den Kilimandscharo sah, und von ihm sowie von Schnee und Gletschern am Kilimandscharo berichtete.